# Dialecto hamburgués
El dialecto hamburgués (en bajo alemán Hamborger Platt, en alemán Hamburger Platt) es un grupo de variedades lingüísticas del bajo alemán que se hablan en la ciudad de Hamburgo (Alemania). En ocasiones se utiliza el término hamburgués para denominar al missingsch hamburgués, una variedad de alemán estándar con sustrato bajo sajón.
En estos dialectos, "Hamburgo" se pronuncia [ˈhambɔrç], con una "ch" similar a la de Milch en el alemán estándar. Es típico de los dialectos de Hamburgo y de otros dialectos del bajo Elba la pronunciación (e incluso la escritura) eu (pronunciado oi) para el diptongo /œɪ/ (escrito öö, öh o ö), por ejemplo:
| en Hamburgo      | otros lugares   | Español |
| ---------------- | --------------- | ------- |
| keupen [ˈkʰɔɪpm] | köpen [ˈkʰœɪpm] | comprar |
| scheun [ʃɔɪn]    | schöön [ʃœɪn]   | bonito  |

No obstante, como en la mayoría de dialectos del bajo sajón (bajo alemán occidental), el monoptongo largo /øː/ se pronuncia [ø] (como peu en francés), por ejemplo Kööm ~ Kœm [kʰøːm] "alcaravea".

## Subdialectos
El bajo sajón de Hamburgo se divide en dos grandes grupos, que reflejan las antiguas diferencias culturales entre las zonas de brezales (Geest) y las de marismas (Marsch).
- Se llama Geest-Platt a los dialectos que se hablan en la zona de geests, es decir, no justo a orillas del Elba, sino más hacia el norte (la ciudad de Hamburgo se encuentra en la margen norte del río Elba). Estas variedades dialectales se asemejan mucho al habla de Holstein (Holsteiner Platt).
- Por otro lado se encuentra el Marsch-Platt o "dialecto de las marismas", que es el conjunto de variedades que se hablan en las llanuras de inundación del Elba. Destacan el dialecto de Finkenwerder en el oeste de Hamburgo, que cuenta con varias obras escritas, así como las variedades de los distritos de Vierlande, Alten Land y Harburg. También hay que destacar el llamado Hafenplatt o "dialecto del puerto", que se hablaba antiguamente en la zona del puerto de Hamburgo y en el distrito de St. Pauli.

Las principales diferencias entre estos dos grupos se encuentran en las vocales y en la pronunciación del fonema /b/. A continuación se muestra un pequeño cuadro con la comparación de algunas palabras entre las variedades de los brezales (Geest) y las marismas (Marsch):
| Geest | Marsch | Alto alemán | Español |
| ----- | ------ | ----------- | ------- |
| geven | geben  | geben       | dar     |
| maken | moken  | machen      | hacer   |
| höörn | heuern | hören       | oír     |
| Köök  | Köök   | Küche       | cocina  |
| töven | teuben | warten      | esperar |
| baven | boben  | oben        | arriba  |

La zona tradicional de extensión del Geest-Platt está hoy fuertemente urbanizada e integrada en el área urbana de Hamburgo, por lo que su estado de conservación es particularmente malo. No obstante, todavía se puede escuchar el dialecto hamburgués en las zonas rurales de Hamburgo, como Vierlande y Alten Land, donde se ha conservado y se utiliza el Marsch-Platt. También emplean esta misma variedad en su entorno laboral los trabajadores del puerto de Hamburgo (uno de los últimos bastiones del habla hamburguesa). Por ello, es esta variedad la que hoy en día se conoce como Hamburger Platt.
Todos los subdialectos del dialecto hamburgués pertenecen al subgrupo noroccidental del bajo alemán occidental o bajo sajón, a su vez parte del idioma bajo alemán. Algunos subdialectos, como la variedad de Vierlande, tienen importantes influencias de las hablas de Mecklemburgo-Pomerania Occidental.
El vocabulario del dialecto hamburgués es recogido y descrito en el "Diccionario hamburgués" (Hamburgischen Wörterbuch).